# 莫勒
莫勒（法語：Maule，法語發音：[mol]）是法国伊夫林省的一个市镇，位于该省中北部，属于芒特拉若利区。

## 地理
莫勒（48°54'32"N, 1°50'54"E）面积17.3 平方千米，位于法国法蘭西島大區伊夫林省，该省份为法国北部内陆省份，北起瓦兹河谷省，西接厄尔省，西南接厄尔-卢瓦省，东南接埃松省，东临上塞纳省。
与莫勒接壤的市镇（或旧市镇、城区）包括：昂德吕、莫尔德河畔欧奈、巴兹蒙、埃波讷、拉法莱斯、瑞莫维尔、莫尔德河畔马雷伊、蒙坦维尔。

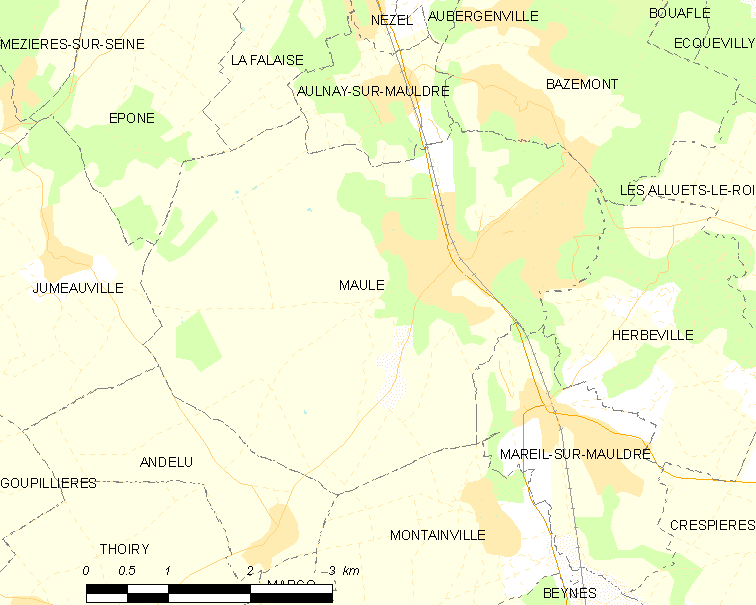
莫勒的OSM定位图

莫勒的时区为UTC+01:00、UTC+02:00（夏令时）。

## 行政
莫勒的邮政编码为78580，INSEE市镇编码为78380。

## 政治
莫勒所属的省级选区为欧贝让维尔县。

## 人口

1962-2008年间莫勒人口变化图示

莫勒于2022年1月1日时的人口数量为6100人。